# Miklós Rosta
Miklós Rosta (Győr, 14 de febrero de 1999) es un jugador de balonmano húngaro que juega de pívot en el Dinamo Bucarest. Es internacional con la selección de balonmano de Hungría.
Su primer gran campeonato con la selección fue el Campeonato Europeo de Balonmano Masculino de 2020.

## Clubes
| Club            | País    | Año         |
| --------------- | ------- | ----------- |
| Tatabánya KC    | Hungría | 2015 - 2019 |
| SC Pick Szeged  | Hungría | 2019 - 2023 |
| Dinamo Bucarest | Rumania | 2023 - Act. |

## Palmarés

### Pick Szeged
- Liga húngara de balonmano (2): 2021, 2022

### Dinamo Bucarest
- Liga Națională (1): 2024
- Copa de Rumania de balonmano (1): 2024